# Fericire (Star Trek: Voyager)
„Fericire” (titlu original: „Bliss”) este al 14-lea episod din al cincilea sezon al serialului TV american științifico-fantastic Star Trek: Voyager și al 108-lea în total. A avut premiera la 10 februarie 1999 pe canalul UPN.

## Prezentare
Prin mijloace telepatice, un organism imens ademenește echipajul navei Voyager să intre în camera sa digestivă. 

## Actori ocazionali
- Scarlett Pomers - Naomi Wildman
- W. Morgan Sheppard - Qatai
- Marva Hicks - T'Pel